# AVIC AG600

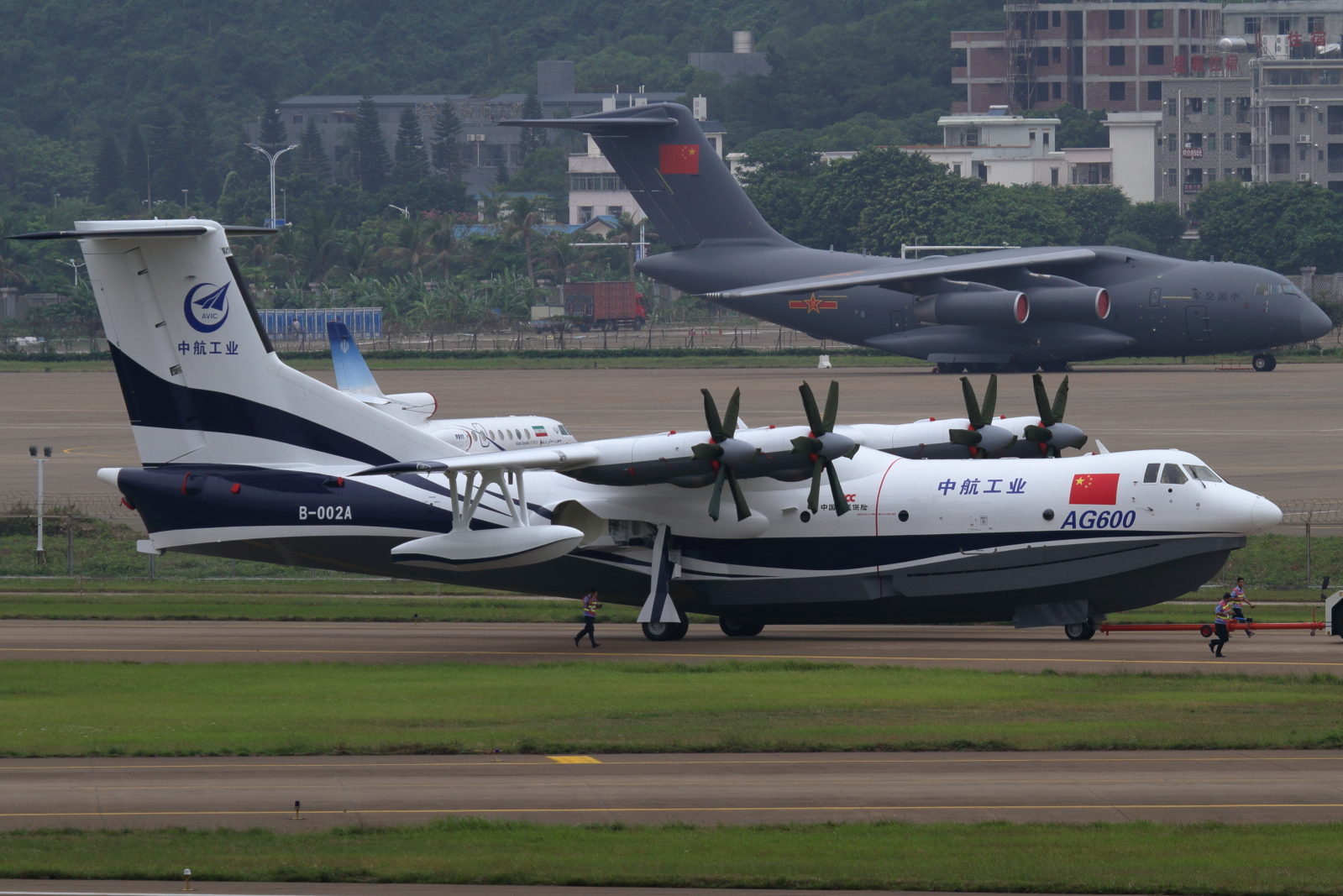
AVIC AG600

AVIC AG600 또는 AVIC AG600 쿤룽(Kunlong, 중국어: 鲲龙, 병음: kūnlóng)은 중국항공공업집단공사(AVIC)에서 설계하고 CAIGA에서 조립한 대형 수륙 양용 항공기이다. 4개의 WJ-6 터보프롭으로 구동되며 MTOW가 53.5t(118,000lb)인 가장 큰 비행정 중 하나이다. 5년 간의 개발 끝에 2014년 8월 조립이 시작되어 2016년 7월 23일 출시되었으며 2017년 12월 24일 주하이 공항에서 첫 비행을 했다. 2024년에 인증을 거쳐 2025년부터 인도가 시작될 예정이다.

## 사양 (AG600)

### 일반적 특성
- 용량: 50명 구조 또는 물 12t(26,000lb)
- 길이: 36.9m(121피트 1인치)
- 날개 폭: 38.8m(127피트 4인치)
- 높이: 12.1m(39피트 8인치)
- 최대 이륙 중량: 육지에서 53,500kg(117,947lb), 파도가 심한 바다에서 49,800kg(109,800lb)
- 동력장치: 4 × WJ-6 터보프롭
- 프로펠러: 6날

### 성능
- 최대 속도: 560km/h(350mph, 300kn)
- 순항 속도: 최대 500km/h(310mph, 270kn)
- 범위: 4,500km(2,800마일, 2,400nmi)
- 내구성: 12시간
- 서비스 한도: 6,000m(20,000피트)
- 작동 가능 수심: 1,500m(4,900피트)